# Excellent (rapper)
Roy Harvey Samuel (Amsterdam, 17 augustus 1981), beter bekend als Excellent, E.X. of Excellini, is een Nederlandse rapper, (voormalig) battle-MC en bedenker van de PunchOutBattles.

## Biografie
Geïnspireerd door onder meer Canibus, N.W.A en Dr. Dre, ontdekte en ontwikkelde Excellent zijn talenten. Een paar bekende battles waar hij zich heeft laten horen, zijn toernooien van 'Geen daden maar woorden' (waar hij iedere keer de finale haalde), Spitt en het NPS-programma DeBattle.
Verder staat Excellent ook bekend als rapper van de groep Tuigcommissie en X2C, een rapduo samen met CC (VSOP). Hij leverde ook zijn bijdrage aan een aantal verzamel-cd's, zoals HomeGrown, Redrum underground hits 2 en Street Theatre, en staat als gastrapper op albums van VSOP en de Lost Rebels. Ook nam hij deel aan het vuurwerk-project 'Vingers in de lucht', samen met verschillende rappers uit heel Nederland. Verder geeft Excellent rapworkshops op onder andere basisscholen, in buurthuizen en andere gelegenheden.
In juni 2006 verscheen zijn album EX-Calibur.

## MC-battle-carrière

### 2001-2004: battle-MC
Excellent maakte naam in Nederland als battle-MC. In 2001 won Excellent 'A dope mc is a dope mc door Klop Dokter in de finale te verslaan en wist Excellent zo de 1e prijs te pakken, in 2003 deed hij mee aan de eerste editie van de SPITT, een freestyle toernooi. Hij kwam in de eerste ronde tegenover Terilekst te staan. Hij won gemakkelijk waarna in de tweede ronde werd afgerekend met Jiggy Djé. In de halve finale kwam hij tegenover Lange Frans te staan. Lange, de latere winnaar van het toernooi, wist de battle te winnen, waardoor Excellent uit het toernooi lag.
Dat jaar deed hij ook mee aan Geen Daden Maar Woorden, waar hij in de eerste ronde tegenover Diggy B kwam te staan. Hij wist de Rotterdamse rapper te verslaan en moest het in de volgende ronde opnemen tegen Klopdokter. Na een sterke battle besloot de jury uiteindelijk Klopdokter door te laten.

### 2010-heden: PunchOutBattles-organisator
Nadat de MC-battle-toernooien GDMW en SPITT waren gestopt was het lang stil in de Nederlandse battlewereld. Als voormalig battle-MC besloot Excellent in 2010 de PunchOutBattles op te richten. Hij vroeg zijn labelbaas Aiky om medeorganisator te worden van het toernooi, maar Aiky zag er geen heil in. Excellent besloot de eerste editie van 2010 zelf te organiseren, maar nodigde Aiky wel uit. Aiky werd overtuigd door het concept en werd medeorganisator van de PunchOutBattles. Zelf was Excellent bij elke battle aanwezig als presentator. Het toernooi werd binnen korte tijd een begrip en stond in 2016 negende op de lijst van wereldwijd ‘Highest Viewed Leagues’.

### Battles
Lijst van battles uit de hoofdtoernooien in Nederland.
| Jaar | Toernooi                | Ronde | Tegenstander | R    |
| ---- | ----------------------- | ----- | ------------ | ---- |
| 2003 | SPITT                   | 1e    | Terilekst    | win  |
| 2003 | SPITT                   | 2e    | Jiggy Djé    | win  |
| 2003 | SPITT                   | 1/2   | Lange Frans  | lose |
| 2003 | Geen Daden Maar Woorden | 1e    | Diggy B      | win  |
| 2003 | Geen Daden Maar Woorden | 2e    | Klopdokter   | lose |

## Discografie

### Singles
- 2006 - Doe Rustig
- 2006 - In The Club ft Secure
- 2007 - Geen Grap ft Scep
- 2009 - Laatste Joint
- 2016 - Lyrical Murda

### Albums
- 2003 - De Ex-Filez
- 2006 - EX-Calibur
- 2008 - Ex-Facta
- 2019 - Excellent 2019
- 2023 - Exodus

### Overig werk
- 2002 - Homegrown 2002 (verzamelalbum; bijdrage: Excellent - E.X.)
- 2003 - Rotterdam Redrum (verzamelalbum; bijdrage: Excellent - Wie is de man)
- 2004 - Street Theatre (verzamelalbum; bijdrage: Excellent & CC - X 2 C)
- 2004 - VSOP - Huiswerk (album; op "Strafwerk")
- 2004 - Vingers in de lucht (vuurwerkcampagne; bijdrage: Excellent - 10 Klapper)
- 2005 - Lost Rebels - Revolutie (album; op "Revolutie")
- 2005 - Kimo & Nina - Nationale Overname (mixtape; op "Nationale Overname")
- 2005 - What's Da Flavor?! (verzamelalbum; bijdrage: Excellent - Meneer X)
- 2006 - Bolletjes Blues (verzamelalbum; bijdrage: Excellent - Verleiding)
- 2008 - In the Game (Aiky 'nd Excellent)
- 2010 - Laatste Joint
- 2016 - Lyrical Murda
- 2020 - Comeback 2020
- 2020 - Rennen nu

## Trivia
- Excellent is de enige rapper die Klopdokter ooit heeft weten te verslaan in een MC-battle.[bron?]